# Hans Schneider (Jurist)
Hans Schneider (* 11. Dezember 1912 in Berlin; † 9. Juli 2010) war ein deutscher Rechtswissenschaftler und Professor für Öffentliches Recht an der Universität Heidelberg.

## Leben
Hans Schneider studierte an der Universität Berlin Rechtswissenschaft und promovierte 1937 an der Universität Freiburg. 1940 habilitierte er sich bei Werner Weber an der Wirtschaftshochschule Berlin, wo er damals als Dozent tätig war. Von 1943 bis 1945 war er verbeamteter außerplanmäßiger Professor an der Universität Breslau.
Ab 1948 lehrte Schneider Professor an der Universität Göttingen, ab 1951 an der Universität Tübingen und von 1955 bis zu seiner Emeritierung 1981 an der Universität Heidelberg.
Schneider hatte als Student den damals an der Universität Berlin lehrenden Carl Schmitt kennengelernt und sich bei dessen Schüler Werner Weber habilitiert. Er galt später ebenfalls als Schmitt-Schüler, der aber – im Gegensatz z. B. zu Ernst Forsthoff – weniger theoretisch, sondern mehr praxisorientiert dachte. Seine staatsrechtliche Idealvorstellung „war eine starke Exekutive, die von Parlamentsgesetzen weitgehend unbeeinflußt agieren konnte“.
Hans Schneider war Rechtsgutachter der Landesregierung von Baden-Württemberg und von 1980 bis 1981 Vorsitzender der Expertenkommission Neue Medien (EKM) in Baden-Württemberg. Er war Mitglied der Vereinigung für Verfassungsgeschichte.

## Ehrungen
- 1983: Großes Verdienstkreuz der Bundesrepublik Deutschland

## Schriften (Auswahl)
- Gerichtsherr und Spruchgericht (= Wehrrechtliche Abhandlungen. H. 4). Vahlen, Berlin 1937 (Zugleich: Dissertation, Universität Freiburg im Breisgau, 1937).
- Gerichtsfreie Hoheitsakte. Ein rechtsvergleichender Bericht über die Grenzen richterlicher Nachprüfbarkeit von Hoheitsakten (= Recht und Staat in Geschichte und Gegenwart. Bd. 160/161). Mohr, Tübingen 1951.
- Der preußische Staatsrat 1817–1918. Ein Beitrag zur Verfassungs- und Rechtsgeschichte Preußens. Beck, München, Berlin 1952 (Zugleich: Habilitationsschrift, Wirtschaftshochschule Berlin, 1939/40).
- Polizeirecht. Rechtsvorschriften über das Polizeiwesen in Bund und Ländern. Vorschriftensammlung mit einer Einführung. 10., neubearbeitete Auflage. Beck, München 1950; 13., neubearbeitete Auflage 1957.
- Das Ermächtigungsgesetz vom 23. März 1933. Bundeszentrale für Heimatdienst, Berlin 1955; 3., erweiterte Auflage 1961 (zuerst erschienen in den Vierteljahresheften für Zeitgeschichte, 1953, online, PDF).
- Die Einführung des offenen Sondervotums beim Bundesverfassungsgericht. In: Hans Spanner u. a. (Hrsg.): Festgabe für Theodor Maunz zum 70. Geburtstag am 1. September 1971. Beck, München 1971, ISBN 3-406-01093-8, S. 345–355.
- Der gefährdete Jurist. In: Roman Schnur (Hrsg.): Festschrift für Ernst Forsthoff zum 70. Geburtstag. Beck, München 1972, ISBN 3-406-01094-6, S. 347–355.
- Expertenkommission Neue Medien–Baden-Württemberg. In: Die Öffentliche Verwaltung. Jg. 1981, S. 334–337.
- Gesetzgebung. Ein Lehrbuch. C.F. Müller, Heidelberg 1982, ISBN 3-8114-4082-9; 3., neu bearbeitete und erweiterte Auflage: Gesetzgebung. Ein Lehr- und Handbuch. C.F. Müller, Heidelberg 2002, ISBN 3-8114-0853-4.
- Die Zuständigkeit des Bundes im Rundfunk- und Fernmeldebereich. In: Bodo Börner u. a. (Hrsg.): Einigkeit und Recht und Freiheit. Festschrift für Karl Carstens zum 70. Geburtstag am 14. Dezember 1984. Heymann, Köln 1984, ISBN 3-452-19883-9, Bd. 2, S. 817–830.
- Die Reichsverfassung vom 11. August 1919. In: Josef Isensee, Paul Kirchhof (Hrsg.): Handbuch des Staatsrechts der Bundesrepublik Deutschland. Müller, Heidelberg 1987, Bd. 1, S. 85–142; 3., völlig neubearbeitete und erweiterte Auflage 2003, S. 177–234.

### Biographische Artikel
- Klaus Vogel: Hans Schneider 65 Jahre. In: Die Öffentliche Verwaltung, Jg. 1977, S. 854.
- Gerhard Köbler, Butz Peters: Who's who im deutschen Recht, Beck, München 2003, ISBN 3-406-50184-2.
- Reinhard Mußgnug: Erfolg mit der „Gesetzgebung“. Jurist Hans Schneider gestorben. In: Rhein-Neckar-Zeitung, 13. Juli 2010, S. 15.
- Reinhard Mußgnug: Hans Schneider (1912–2010). In: Staatsrechtslehrer des 20. Jahrhunderts. Deutschland – Österreich – Schweiz, hrsg. v. Peter Häberle, Michael Kilian u. Heinrich Amadeus Wolff, De Gruyter, Berlin/Boston 2015, ISBN 978-3110303773, S. 799–812.

### Erwähnung in Büchern
- Ewald Grothe: Zwischen Geschichte und Recht. Deutsche Verfassungsgeschichtsschreibung 1900–1970, Oldenbourg, München 2005, ISBN 3-486-57784-0, S. 360 f.
- Frieder Günther: Denken vom Staat her. Die bundesdeutsche Staatsrechtslehre zwischen Dezision und Integration 1949–1970, Oldenbourg, München 2003, ISBN 3-486-56818-3, S. 145 f.
- Dirk van Laak: Gespräche in der Sicherheit des Schweigens. Carl Schmitt in der politischen Geistesgeschichte der frühen Bundesrepublik, Akademie Verlag, Berlin 1993, ISBN 3-05-002444-5.